# Meta Cohen Gosschalk

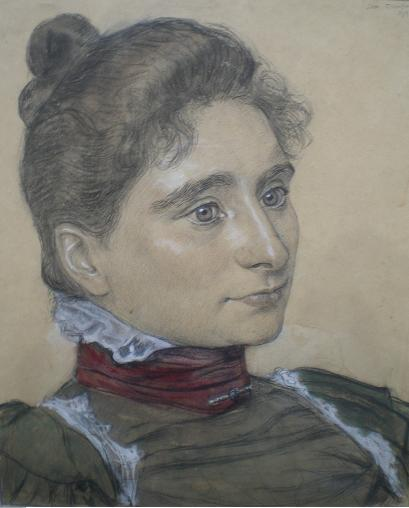
Meta Cohen, signiert J. Cohen, 1897

Meta Cohen Gosschalk (auch Margaretha Josephine Elisabeth Franco-Cohen Gosschalk bzw. Meta Franco;  geboren am 10. Dezember 1877 in Zwolle; gestorben am 11. März 1913 in Zaandam) war eine niederländische Malerin, Zeichnerin und Illustratorin.

## Leben
Meta Cohen wurde als Tochter des wohlhabenden Butterhändlers Salomon Levi Cohen und dessen Ehefrau Christina Gosschalk geboren. Sie war die jüngste Schwester des Juristen und Malers Johan Cohen Gosschalk. Hendrik Johannes Haverman war ihr Lehrer und sie malte von etwa 1892 bis zu ihrem Tod. Cohen, seit 1902 Cohen Gosschalk, malte bis 1904 in Zwolle und 1906 in Den Haag, später auch in Amsterdam und zuletzt in Zaandam. Ihr Bruder heiratete 1901 Johanna van Gogh-Bonger, die Witwe Theo van Goghs und Erbin dessen Bruders Vincent.
Cohen Gosschalk heiratete 1906 den Architekten Salomon Franco. Ihr Sohn Johan Franco (1908–1988) wurde Komponist und emigrierte 1934 in die Vereinigten Staaten. Sie selbst war musikalisch, sang und spielte Klavier.
Meta Cohen Gosschalk starb im Alter von 35 Jahren in Zaandam.

## Werk
Cohen Gosschalk malte und zeichnete Personen, Porträts und Landschaften. Im Jahr 1907 stellte sie in der Stedelijke tentoonstelling van kunstwerken van levende meesters im Stedelijk Museum in Amsterdam aus. Sie gehörte der Künstlervereinigung Arti et Amicitiae an. Das Noord-Veluws Museum in Nunspeet imd das Stedelijk Museum Amsterdam verwahren einige ihrer Werke.
Der Künstler Cees Bolding war ihr Schüler.

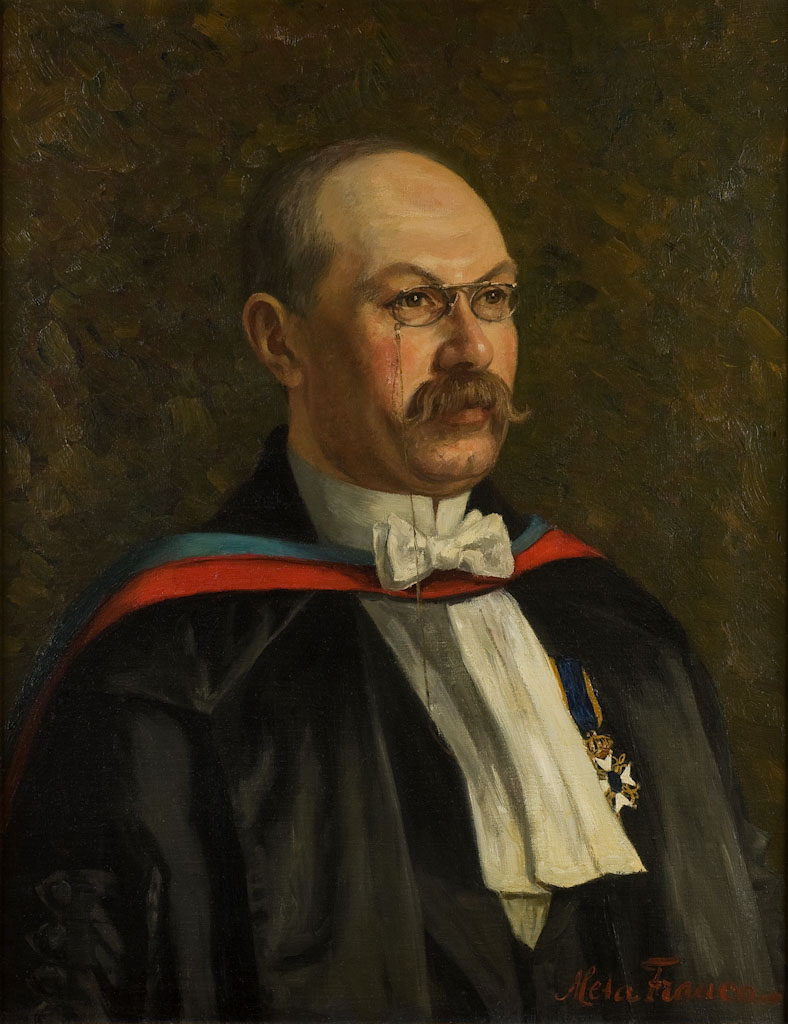
Porträt von Hartog Jacob Hamburger
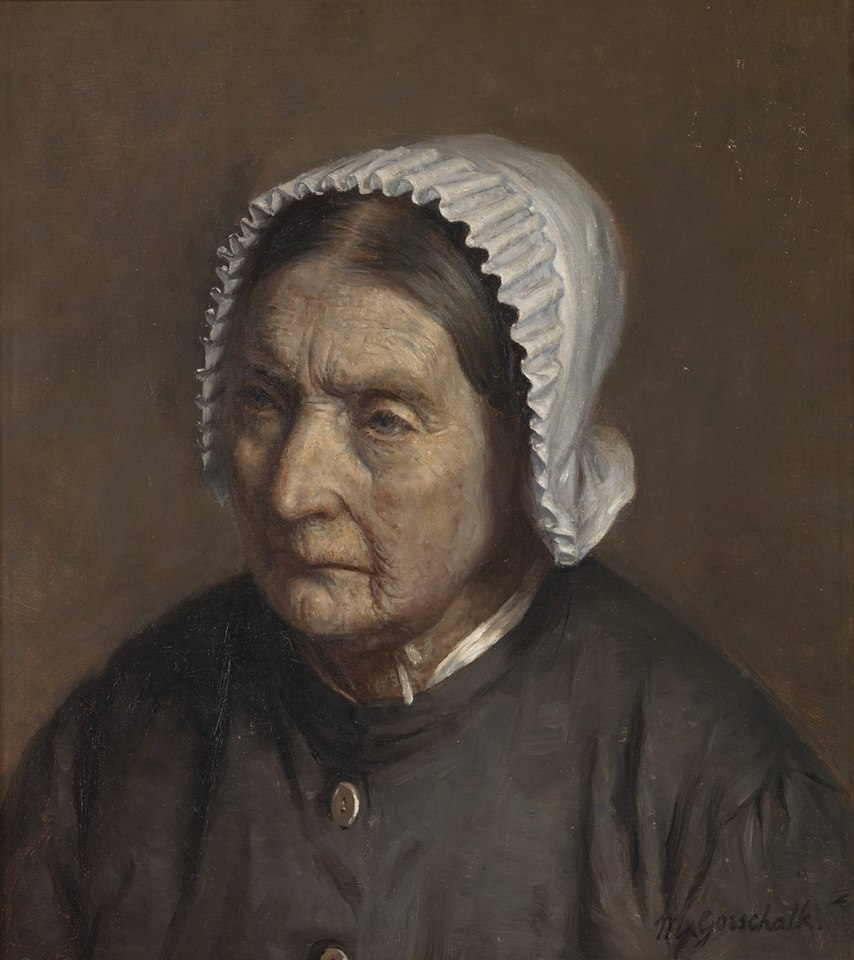
Frau mit Haube, um 1900
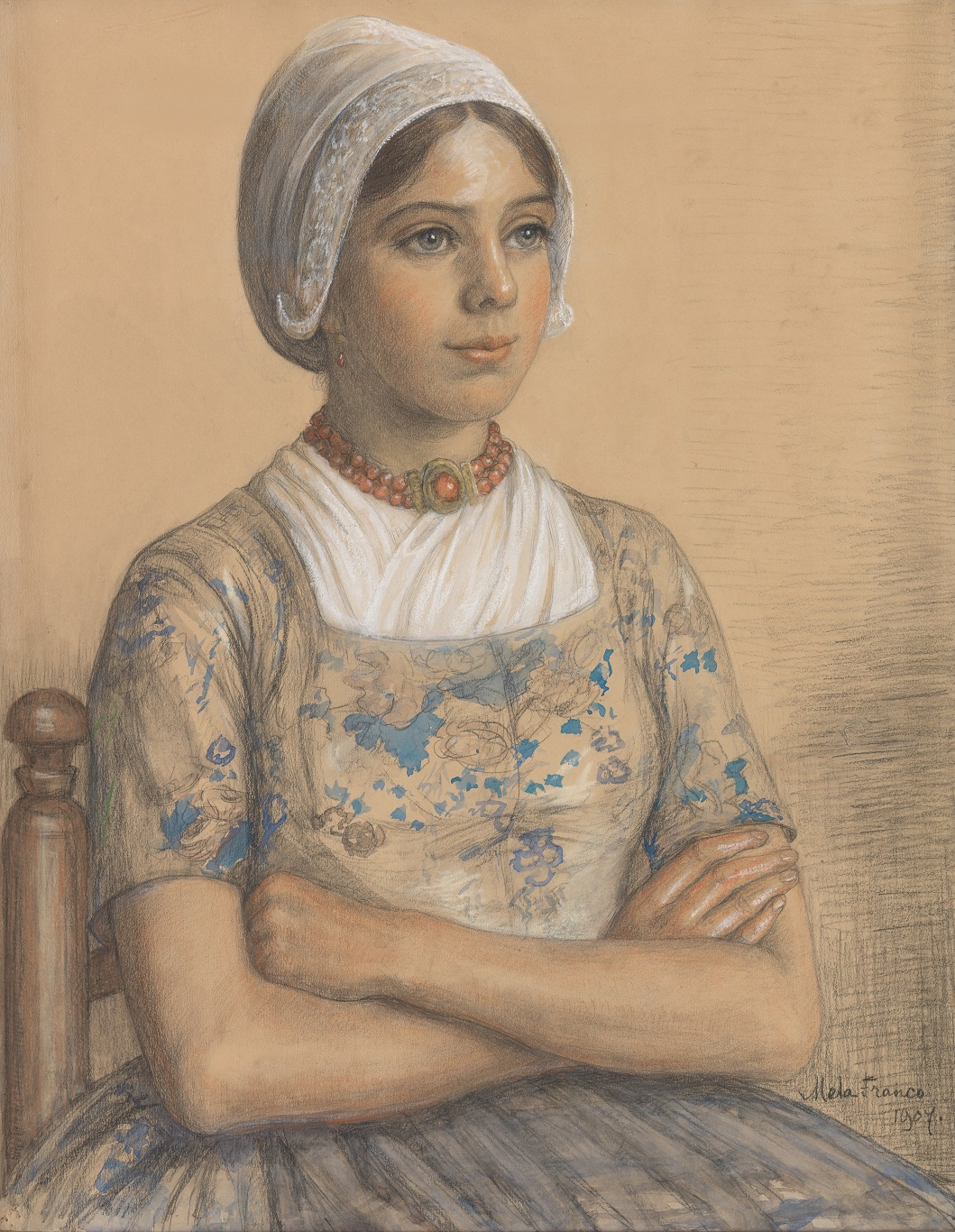
Alte Zaanser Tracht, 1907
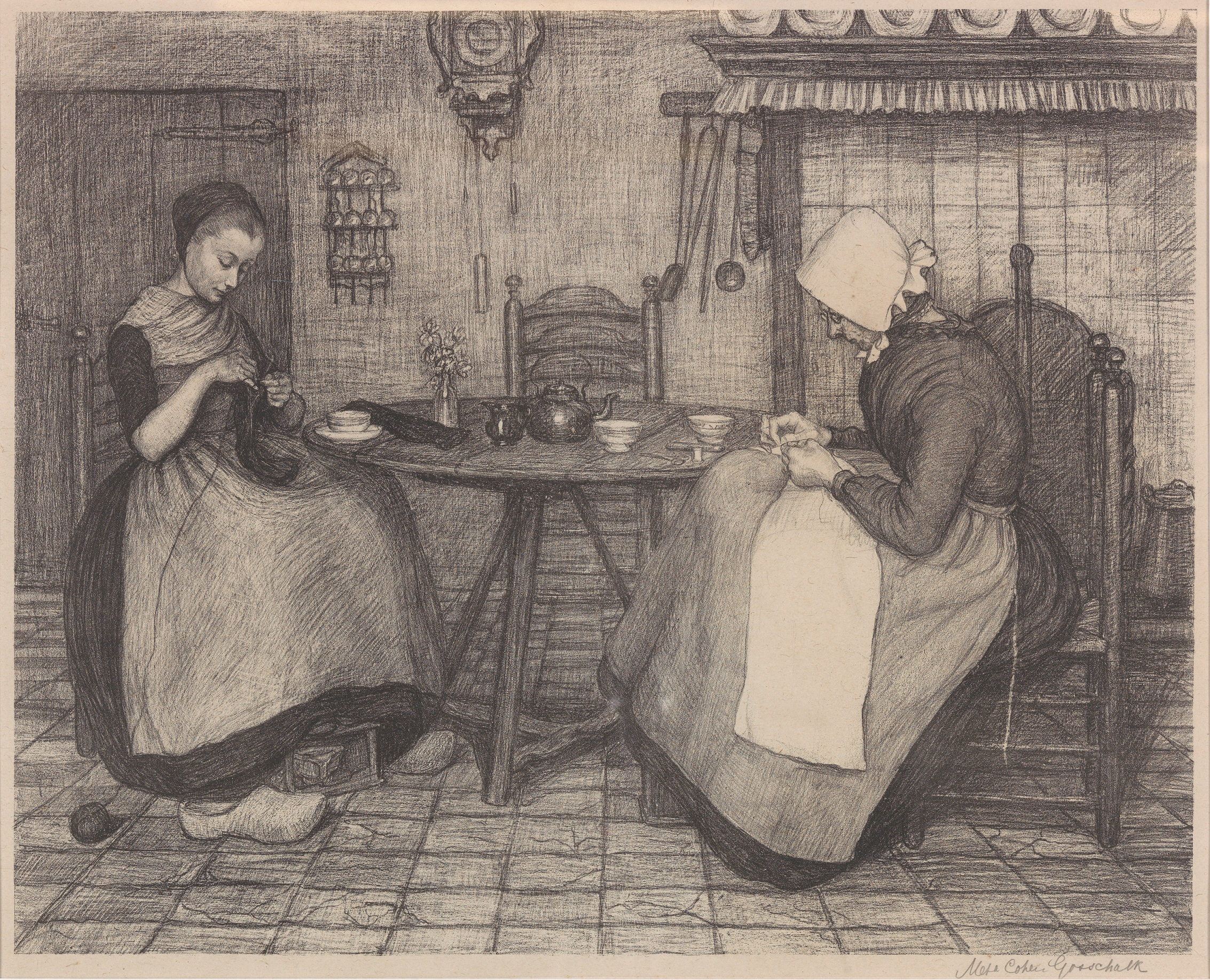
Frauen bei Handarbeiten

## Belege
1. 1 2 3 4  Meta Cohen Gosschalk. Biografische Daten und Werke im Niederländischen Institut für Kunstgeschichte (niederländisch)
2. 1 2 3  Margaretha Josephine Elisabeth Cohen Gosschalk. Biografische Daten in artindex.nl (niederländisch)
3. ↑  composers.com: Johan Franco. (englisch, abgerufen am 30. Dezember 2023)

| Personendaten    | Personendaten |
| ---------------- | --- |
| NAME             | Cohen Gosschalk, Meta |
| ALTERNATIVNAMEN  | Cohen, Margaretha Josephine Elisabeth (Geburtsname); Franco, Meta (Ehename); Franco-Cohen Gosschalk, Margaretha Josephine Elisabeth (vollständiger Name) |
| KURZBESCHREIBUNG | niederländische Malerin, Zeichnerin und Illustratorin |
| GEBURTSDATUM     | 10. Dezember 1877 |
| GEBURTSORT       | Zwolle, Niederlande |
| STERBEDATUM      | 11. März 1913 |
| STERBEORT        | Zaandam, Niederlande |